# 機巧おちゃ麻呂
機巧おちゃ麻呂（からくりおちゃまろ）は、SNKの対戦型格闘ゲーム『サムライスピリッツ』シリーズに登場する架空のキャラクター。声優は新堂真弓。

## 概要
『サムライスピリッツ 天下一剣客伝』にて初登場した機巧人形。武器は、鉄扇と歯車。
おちゃ麻呂は、平安の世に魔界の勢力と戦うために作られた呪術の結晶「機巧兵士」の現存する最後の1体である。
とある高名な陰陽師によって作成された機巧兵士は京都の天閣座に奉納され、平安の舞を伝える機巧人形として年に一度舞台に立つ一方、魔界の者の脅威が迫った際には自我を持つ機巧兵士として目覚め、人知れず魔を調伏する役目を持っていた。
ただし機巧兵士の構造は複雑で、増産どころか次第に修理すら難しくなって数を減らし、百数年前に羅将神ミヅキを封じる際に、法力僧と共に戦いに臨んだ機巧兵士はほとんどが失われてしまった。
永き眠りから覚めたおちゃ麻呂は、羅将神ミヅキを封印するべく、出陣した。
なお、おちゃ麻呂は攻撃特化など性能が多岐に渡る機巧兵士の中でも汎用性に富んだ性能を持つとされ、公式ストーリーでは残った一体がおちゃ麻呂であったことを「ある意味、幸い」と表現している。

### キャラクターデザイン
車輪付きの台座に乗った機巧箱の前面に日本人形が据え付けられたような、奇抜な風貌をしている。日本人形の部分には腕がなく、代わりに機巧箱の両脇から、人形と比べると長大な機巧仕掛けの白塗りの両腕が伸びている。
台座と本体である機巧箱は完全に固定されておらず、ジャンプの際には機巧箱部分のみが宙に浮き、台座は本体の動きに追従するように地面を移動する。
日本人形の頭部は瞼を閉じた白塗りの顔に黒髪をおかっぱにした市松人形のような形で、黒い烏帽子を被っている。
人形の胴体部分は着物と袴に草履履きの姿で、その上から機巧箱ごと覆うように分割された羽織状の布が掛けられ、二人羽織のようなシルエットになるよう整えられている。
着物は白、袴は紺色、羽織はエメラルドグリーン、羽織紐は黄色となっている（色はいずれもデフォルトカラーでのもの）。

### 武器
切鉄翁・裏鉄嫗（きりがねおきな・うらがねおうな）
両腕にそれぞれ持つ黒色の巨大な鉄扇。武器としての用途以外にも、口元を隠す時などにも使用する。
黒鉄鋳造刃金焼入白銀歯車（くろがねちゅうぞうはがねやきいれはくぎんのはぐるま）
おちゃ麻呂の背部に搭載されている巨大な白色の歯車。武器飛ばし必殺技を喰らうと外れるのは、こちらである。

## キャラクター性能
接近戦は、攻撃発生が早く、キャンセルが可能な近距離立ち中斬りをメインとしている。
遠距離立ち中斬り、しゃがみ中斬りが前身しつつ攻撃するため、中距離から接近するのを得意とする。しかし前者は打点が高く、しゃがんでいる相手には当たらない。

## 技の解説

### 必殺技
都古舞 扇寿
踏み込んで扇子で突く。
この技から後述の「扇福」「小桜」「洸扇」の3種類の派生攻撃が可能で、更にそこから「峯扇」「昴寿」「涼波」「門柳」「稀世」「風張」の6種類の派生攻撃を繰り出すことができる。
都古舞 扇福
扇子を持った片手を下から上に振り上げ相手を浮かせる。
都古舞 小桜
姿勢を低くし、両手の扇子で相手の足元に突きを繰り出す下段攻撃。
都古舞 洸扇
前方に小さくジャンプしながら扇子を持った片手を下から上へ振り上げる中段攻撃。
都古舞 峯扇
扇子を持った両手を交差させるように振り下ろし相手を吹き飛ばす。
都古舞 昴寿
小さくジャンプしながら歯車を機巧箱底面に移動させ、高速回転させた歯車で攻撃する中段攻撃。
都古舞 涼波
スライディングのように日本人形の両足が前に突き出るような形で前進し、相手の足元を攻撃し転倒させる下段攻撃。
都古舞 門柳
後述の「泰山舞」と同様の動作を行う投げ返し技。
都古舞 稀世
相手を掴み、片手での張り手、日本人形の両足を前に振り出した蹴り、「涼波」のようなスライディング、「扇福」のような片手に持った扇子を振り上げる攻撃を連続で叩き込み吹き飛ばす。
都古舞 風張
弾き返しの姿勢に入り、相手の攻撃を受けた場合は扇子を持った片手を振り上げて弾く。
天羽舞
垂直に二段ジャンプする技。その際、地上に残った台座を回転させて攻撃する。
泰山舞
相手の投げ技を受け止め、宙返りするように機巧箱を回転させ、歯車部分をぶつけて吹き飛ばす。
傀儡回し
相手を捕らえて人形劇の枠のように変化した機巧箱の中に閉じ込め、ぬいぐるみ化した相手におちゃ麻呂の日本人形部分を模した人形で攻撃を加えるコマンド投げ。
「壱の幕」「弐の幕」「参の幕」「四の幕」の4段階があり、「弐の幕」以降は追加入力によって発動する。入力のタイミングがシビアだが、追加入力を全て成功させた時のダメージが大きい。
「壱の幕」は片手で叩く、「弐の幕」はハリセンで叩く、「参の幕」は銀色のハンマーで叩く、「四の幕」は破城槌のように鎖で上部に繋がれた丸太を相手にぶつけるものとなっている。

### 武器飛ばし技など
獅子舞 鬼遣
武器飛ばし（武器破壊）技。日本人形部分が獅子舞の頭部に変形し、突進する。ヒットすると相手を飲み込み、そのまま背中の歯車を回転させてダメージを与える。
武器飛ばし（武器破壊）の効果を発動させるためには、後述の「鬼紋封」に派生させる必要がある。
獅子舞 鬼紋封
「鬼遣」の追加技。更に歯車による攻撃を数回加える。相手が吹き飛ぶ際、ネジのようなものが一緒に飛び散る。
都古舞 秘奥 団扇楓
秘奥義。その名の通り「都古舞」の動作を組み合わせた乱舞攻撃で、「扇寿」と「扇福」を2回ずつ繰り出し、「小桜」から「門柳」に繋いで相手を浮かせ、最後に「峯扇」で吹き飛ばす。

## 関連人物
- 羅将神ミヅキ - 百数年前に封印し、再び蘇った彼女を封印しようとする。
- 花諷院和狆 - ミヅキとの戦いに参加した枯華院の法力僧の子孫で、御前試合に勝利したおちゃ麻呂の元に現れる。
- 徳川慶寅 - かつての仲間たちに会いたいおちゃ麻呂の思いを察し、柳生一族に協力させる。
- 柳生十兵衛 - 慶寅の要請で、柳生一族のカラクリに精通した者を参加させ、おちゃ麻呂の仲間たちの復活に助力する。